# 加列戈河畔古雷阿
加列戈河畔古雷阿是西班牙阿拉贡自治区韦斯卡省的一个市镇。总面积192平方公里，总人口1772人（2001年），人口密度9人/平方公里。

## 友好城市
- 法國 索沃泰尔德贝阿恩